# Oedipodini
Az Oedipodini az egyenesszárnyúak (Orthoptera) rendjébe sorolt sáskafélék (Acrididae) Oedipodinae alcsaládjának névadó nemzetsége öt nemmel.